# Conselho Supremo (Transnístria)
O Conselho Supremo da República Moldava Pridnestroviana (em romeno:  Sovietul Suprem al Republicii Moldovenești Nistrene, em cirílico moldavo: Советул Супрем ал Републичий Молдовенешть Нистрене, em russo:  Верховный Совет Приднестровской Молдавской Республики, em ucraniano:  Верховна Рада Придністровської Молдавської Республіки) é o parlamento da Transnístria.
Em 29 de novembro de 2020, ocorreram as últimas eleições de deputados do Conselho Supremo da RMP.

## Composição
A legislatura unicameral consiste em 33 assentos, todos os quais são determinados por constituintes de mandato único. É dirigido por um presidente.
A maioria dos membros do parlamento são nativos da Transnístria. Segundo dados oficiais da RMP, 22 dos 43 membros do parlamento nasceram na RMP, enquanto quatro nasceram na Moldávia, sete nasceram na Rússia, seis na Ucrânia e quatro não se declararam.